# Stadio do Clube Desportivo das Aves
Lo stadio do Clube Desportivo das Aves (in portoghese: Estádio do Clube Desportivo das Aves) è uno stadio di calcio situato a Vila das Aves, in Portogallo. Ospita le partite interne del Clube Desportivo das Aves. 
Fu inaugurato l'8 dicembre 1981 e fu rinnovato nel 2000, anno in cui la squadra locale raggiunse la massima serie.